# Modyfikowany węgiel
Modyfikowany węgiel (tyt. oryg. Altered Carbon) – brytyjska powieść fantastycznonaukowa autorstwa Richarda Morgana z 2002. Na jej podstawie powstał serial Altered Carbon.  Akcja powieści toczy się w przyszłości, w której ludzie nauczyli się tworzyć cyfrową wersję ludzkiej świadomości, dzięki czemu można ją przenosić między różnymi ciałami. Główny bohater, Takeshi Kovacs, były emisariusz Narodów Zjednoczonych, próbuje rozwikłać tajemnicę morderstwa bogatego człowieka.
Powieść jest pierwszym tomem serii Takeshi Kovacs. W Polsce ukazała się po raz pierwszy nakładem wydawnictwa ISA w 2003.

## Świat przedstawiony
W świecie przyszłości ludzki umysł może być przechowywany cyfrowo, co pozwala na zmianę ciała danej osoby. Te nazywane są powłokami. Większość funkcjonujących ludzi posiada dane ze swoją świadomością ukryte w okolicy kręgosłupa. Gdy ciało umiera sama świadomość może być przetrzymywana przez nieskończenie długi czas. Przeciwko takiemu rozwiązaniu buntują się Katolicy, którzy uważają, że po śmierci ich dusza idzie do Nieba, w związku z tym zapisanie świadomości jest czymś sprzecznym z ich wiarą. Dzięki temu osoby wyznające tę wiarę często są ofiarami morderstw – złoczyńcy zdają sobie sprawę z tego, że po zabiciu takiej osoby ta nie będzie mogła być wezwana na przesłuchanie.
Choć po śmierci pierwszego ciała przy wystarczającej ilości środków finansowych zwykle można przejść do kolejnego, ludzie zwykle decydują się na to najwyżej dwukrotnie: okres starzenia się jest bardzo wyczerpujący psychicznie. Z tego powodu choć większość osób może żyć w nieskończoność to mało kto korzysta z takiej możliwości. Tylko najbogatszych stać, aby bezustannie zmieniać ciała i pominąć okres starości. Takie osoby nazywane są Matami, co jest odniesieniem do biblijnej postaci, Matuzalema. Najbogatsi mogą też przechowywać regularnie aktualizowane kopie swojej osobowości w magazynie. Dzięki temu nawet, jeśli zapis ich osobowości znajdujący się w ciele zostanie zniszczony, można odzyskać większość danych.

## Fabuła
Takeshi Kovacs, niegdyś emisariusz ONZ, a obecnie postać poszukiwana na wielu światach, ginie razem z bliską sobie kobietą. Gdy budzi się, okazuje się, że znajduje się na Starej Ziemi, bardzo odległej od miejsca jego zamieszkania. Prędko dowiaduje się, że do życia przywrócił go Mat, Laurens Bancroft. Według policji mężczyzna niedawno popełnił samobójstwo i nie chce analizować jego sprawy, mimo że Bancroft stanowczo temu zaprzecza. Dobrze wie, że aby zginąć nie wystarczy po prostu zastrzelić jego ciała. W związku z tym Kovacs ma zająć się jego sprawą. Mężczyzna dostaje sześć tygodni na rozwikłanie zagadki morderstwa bogacza i jeśli mu się to powiedzie nie tylko doświadczy amnestii, ale również wróci do swojego domu, dostając nową powłokę.